# 109 (liczba)
109 (sto dziewięć) – liczba naturalna następująca po 108 i poprzedzająca 110.

## W matematyce
- 109 jest dwudziestą dziewiątą liczbą pierwszą, następującą po 107 i poprzedzającą 113[1]
- 109 jest większą z liczb bliźniaczych (107, 109)[2][3]
- 109 jest sumą kolejnych trzech liczb pierwszych (31 + 37 + 41)
- 109 jest palindromem liczbowym, czyli może być czytana w obu kierunkach, w pozycyjnym systemie liczbowym o bazie 5 (414) oraz bazie 9 (131)
- 109 należy do 2 trójek pitagorejskich (60, 91, 109), (109, 5940, 5941).

## W nauce
- liczba atomowa meitneru (Mt)
- galaktyka NGC 109
- gwiazda 109 Piscium
- planeta 109 Piscium b
- planetoida (109) Felicitas

## W kalendarzu
109. dniem w roku jest 19 kwietnia (w latach przestępnych jest to 18 kwietnia). Zobacz też co wydarzyło się w roku 109, oraz w roku 109 p.n.e.